# Локті (Каргапольський район)
Ло́кті (рос. Локти) — село у складі Каргапольського району Курганської області, Росія. Входить до складу Чашинської сільської ради.
Населення — 40 осіб (2010, 60 у 2002).
Національний склад населення станом на 2002 рік: росіяни — 96 %.